# Кособуцкая, Валентина Григорьевна
Валенти́на Григо́рьевна Кособу́цкая (род. 17 октября 1947, Ленинград) — актриса Санкт-Петербургского театра музыкальной комедии, Заслуженная артистка Российской Федерации (2002).

## Биография
Родилась Валентина Кособуцкая 17 октября 1947 года в Ленинграде.
В 1972 году окончила Ленинградский институт театра, музыки и кинематографии (курс Л. Ф. Макарьева).
С 1973 года играет в Ленинградском театре музыкальной комедии.
Кособуцкая тяготеет к острохарактерным, порой гротескового рисунка ролям. Среди них: Розмари («Как сделать карьеру»), тётя Полли («Приключения Тома Сойера»), Дуняша («Бабий бунт»), Беатриче — первая исполнительница в «Труффальдино», Розита («Дон Жуан в Севилье»), жена и Флорентина («Ах, эти милые грешницы»), Эби («Мышьяк и старое вино»), Татьяна Фёдоровна («Ошибки молодости»).
Среди последних работ актрисы на сцене театра: Кристина Иллишхази в оперетте «Баронесса Лили». За эту роль в 2008 году актрисе присуждена высшая театральная премия «Золотая маска».
В кино Валентина Кособуцкая снимается с 1974 года. Зрителям она запомнилась, прежде всего, по роли Беатриче в музыкальной комедии Владимира Воробьёва «Труффальдино из Бергамо», Двуличе в сказке «Весёлое сновидение, или Смех и слёзы» и Бабы-Яги в музыкальной сказке «Новогодние приключения Маши и Вити».

## Фильмография
- 1973 — Чтобы быть счастливым — Нонна, студентка, подруга Лены Морозовой
- 1974 —  Два клёна — Баба-Яга
- 1974 — Свадьба Кречинского — прислуга в доме Муромских (нет в титрах)
- 1975 — Новогодние приключения Маши и Вити — Баба-Яга
- 1976 — Весёлое сновидение, или Смех и слёзы — Двуличе, дама треф
- 1976 — Труффальдино из Бергамо — Беатриче, сестра Федерико Распони из Турина, возлюбленная Флоридо
- 1977 — Девочка, хочешь сниматься в кино? — костюмерша
- 1979 — Бабушкин внук — Катя
- 1980 — Это было за Нарвской заставой — миссионерка, (нет в титрах)
- 1980 — Мой папа — идеалист — эпизод
- 1983 — Высокая проба — радиокорреспондент
- 1983 — Приключения Шерлока Холмса и доктора Ватсона: Сокровища Агры — миссис Смит, мать Джека, жена Мордехая Смита
- 1984 — Меньший среди братьев — Адель Павловна, учёный секретарь
- 1984 — Невероятное пари, или Истинное происшествие, благополучно завершившееся сто лет назад — Дарья Ивановна, сестра Стрижина (в титрах Валентина Косабуцкая)
- 1985 — Вот моя деревня — покупательница (в титрах — Кособутская)
- 1987 — Книга заклинаний ведьмы Грамбиллы — Баронесса, мачеха Француэллы
- 1987 — Репетитор — Тамара, мама Кати Батистовой
- 1987 — Хрустальное сердце — тётушка Эльза
- 1987 — Сказка за сказкой — графиня Спускунет / фрейлина / баронесса
- 1988 — Дон Жуан, или Любовь к геометрии — эпизод
- 1988 — Кошкин дом — Коза
- 1989 — Замри — умри — воскресни! — завуч
- 1996 — Два клёна
- 1996 — Несут меня кони… — прокурорша
- 2000 — Воспоминания о Шерлоке Холмсе — миссис Смит
- 2003 — Русские страшилки, серия «Пьяный ручей» — врач
- 2007 —  Двое из ларца 2 — Владимирцева, работник театра
- 2008 — История зэчки (Жить сначала) — Нина
- 2009 — Жить сначала — Нина, политзаключённая, участница художественной самодеятельности
- 2010 — Найди меня — попутчица Аллы
- 2011 — Три дня с придурком — эпизод
- 2013 — Шерлок Холмс — Линда Бейкер
- 2015 —  Один день, одна ночь — соседка Софья Захаровна Булкина
- 2015 —  Посредник — бабушка
- 2015 — Чума — Сарра, жена Мойши
- 2016 — Три лани на алмазной тропе — Марфа Семёновна, клиентка Жанны
- 2017 — Отличница — Рива Францевна
- 2017 — Сделка — хозяйка квартиры
- 2018 — Купчино — Анжела Игоревна, мать Натальи
- 2019 - Рыцарь нашего времени - Заря Ростиславовна
- 2020 — Сто лет пути — бабушка Варвары
- 2020-2021 - Прогулки со смертью. Петербургские прототипы - Ирина Аркадьевна
- 2021 - Проклятие брачного договора - Матильда Львововна Славина
- 2023 - Большой дом - Светлана Евгеньевна Кондрашова, вахтерша в кинотеатре
- 2023 - Тайны города М - Зинаида Филипповна

## Озвучивание
1. 1992 — Тартюф — госпожа Пернель, Эльмира (поёт)

## Признание и награды
- 28 октября 2002 — Заслуженная артистка Российской Федерации — за заслуги в области искусства[1].
- 2008 — «Золотая маска» в номинации «Лучшая женская роль в оперетте» за роль Кристины Иллишхази в оперетте Хуска «Баронесса Лили»[2]
- 30 сентября 2009 — Орден Дружбы  — за большой вклад в развитие отечественного театрального искусства и многолетнюю плодотворную деятельность[3]
- 2015 — премия «Золотой софит» в номинации «Лучшая женская роль в оперетте и мюзикле» за роль Леди Болочковой в спектакле постановки Корнелиуса Балтуса «Голливудская дива»[4]
- 25 апреля 2018 —  Благодарность Законодательного Собрания Санкт-Петербурга — за выдающиеся личные заслуги в развитии культуры и искусства в Санкт-Петербурге, многолетнюю добросовестную профессиональную деятельность[5]
- 16 апреля 2020 — Медаль ордена «За заслуги перед Отечеством» II степени — за большой вклад в развитие отечественной культуры и искусства, многолетнюю плодотворную деятельность[6].